# Desnazificació
La desnazificació va ser una acció comuna dels quatre Aliats després de la capitulació d'Alemanya a la Segona Guerra Mundial amb l'objectiu triple: depurar l'administració, la premsa, la justícia i la política de tota influència nacionalsocialista, promoure la democràcia i desmilitaritzar Alemanya i Àustria. L'acció va decidir-se a la Conferència de Potsdam l'agost del 1945.

## 1945-1951
El 5 de març del 1946 va promulgar-se la «Llei nr. 104 per la Deslliurança del nacionalsocialisme i del militarisme» a tot el territori alemany. Va ser la continuació d'un decret del Consell de Control del 12 de gener del 1946 per «remoure nacionalsocialistes i persones hostils a les aspiracions dels aliats d'oficis i altres posicions responsables» utilitzat a la zona ocupada pels Estats Units. L'objectiu de la nova llei era d'harmonitzar el procediment en les quatre zones.
L'article quatre de la llei va crear cinc categories per avaluar la responsabilitat i per poder establir mesures de reconciliació: 
1. Culpables principals (criminals de guerra)
2. Culpables (activistes, militaristes, persones que van obtenir avantatges del règim destituït)
3. Culpables menors
4. Sequaços, oportunistes
5. Innocents

Més o menys un desè de la població va ser sotmesa a una enquesta per obtenir, si era possible, un certificat d'innocència, popularment anomenat certificat Persil (Persilschein), «més blanc que blanc». Al qüestionari amb més de cent temes s'havia d'afegir testimoniatges de persones no suspectes per confirmar la declaració. Tot i això, hi va haver molta connivència per no declarar contra veïns i coneguts. Els culpables principals que van poder capturar-se —molts van amagar-se i aprofitar el caos de la postguerra per canviar d'identitat i destruir els seus papers— van ser tractats entre d'altres, durant els judicis de Nuremberg i els judicis de la Casa Curio. A les zones occidentals van pronunciar-se 5025 sentències condemnatòries, de les quals 806 penes de mort i de les quals 486 van ser executades.
L'operació va ser declarada terminada el 1951 a la República Federal d'Alemanya quan la interdicció d'exercir una funció pública o un professorat va ser abolida per a les categories tres i quatre. Fins avui, el procediment queda controvertit i molts el consideren com inacabat, sobretot a la zona occidental i als serveis de justícia. Cap jutge que va actuar sota el règim nazi va ser condemnat a la RFA per crims de guerra. Un factor que va tenir un paper important en l'afluixament de l'acció després de la indignació inicial, segons l'historiador Frederick Taylor, va ser l'enyorança dels soldats ocupants americans i britànics, qui després de dos anys en un país arruïnat, només volien una cosa: tornar cap a casa. Cansats de netejar els mateixos la brutícia deixada pels nazis, aquestes forces d'ocupació cada dia més van voler deixar Alemanya als alemanys.

## Un procés inacabat:1951-avui
El 1960 un grup d'estudiants va organitzar una exposició a Berlín a la qual ensenyaven amb documents autèntics l'actitud lleugera de molts jutges que havien aprovat entre 1933 i 1945 centenars de penes de mort proposades per les autoritats nazis per a raons fútils. No s'hi van oposar en considerar que les penes eren conformes a la llei i doncs legals. A més, els estudiants van mostrar que cap jutge que havia pronunciat penes de mort irresponsables no va ser depurat després de la guerra. En plena Guerra Freda, a l'inici la policia de l'estat va desassossegar els estudiants sospitats d'actuar només sota la influència de propaganda comunista. Només quan el govern britànic va exercir pressió, el govern alemany va respondre amb un compromís tou i va proposar als jutges incriminats de jubilar-se voluntàriament, amb la garantia que no perdessin cap dret social (pensió, seguretat social). 149 jutges van acceptar la proposició. Ja el 1961 hi va haver crides per una nova desnazificació.
Els serveis secrets i la policia alemanys mai no van poder alliberar-se de l'estigma de ser molt més acomodaticis amb l'extremisme de dretes que amb l'extremisme d'esquerres. El 2011, els crítics van veure la confirmació del biaix dretà dels serveis secrets en constatar que un grup neonazi de Zwickau, els NSU (Nationalsozialistische Untergrund o Nacionalsocialistes Clandestins) van poder assassinar estrangers innocents durant deu anys, i que la policia va cercar per tot arreu (la dreta turca, la màfia de la droga, violència de gènere…), excepte en cercles neonazis. El 2012 un grup de polítics, periodistes i científics va constatar amb recança que la conclusió de l'acció de desnazificació el 1951 va ser massa prematura: personalitats influents del règim feixista van continuar tenint influència a la societat durant decennis, succeïts per neonazis del qual el perill antidemocràtic és minimitzat per institucions que haurien de combatre'ls.

## Els «alemanys detestables»: la desnazificació a Espanya
Tot i la seva neutralitat oficial, el govern franquista va acollir a Espanya milers d'afiliats al partit nazi: diplomàtics, funcionaris dels serveis secrets, de la Gestapo, industrials… La col·laboració amb el règim nazi ja va palesar des de l'any 1936 durant la guerra civil i va oficialitzar-se amb el Tractat Policial del 31 de juliol de 1938. La KO-Spanien (comissió Espanya) de l'Abwehr, el servei secret de l'exèrcit alemany, tenia 200 agents i més de mil subagents: era carregat a recopilar informació, contraespionatge i operacions de sabotatge contra Gibraltar, el Marroc i Algèria. La Schutzstaffel (SS) del seu costat tenia una sèrie de delegats del seu sicherheitsdienst, rivals del servei d'intel·ligència de l'exèrcit.
Després de la guerra, els aliats britànics i estatunidencs van demanar a l'estat Espanyol d'expulsar aquesta colònia nazi cap a Alemanya, per tal de sotmetre'ls al procés de desnazificació. Sobretot durant els anys 1945-47 temien que aquest grup pogués recrear el règim nazi des de la diàspora, per això es va treure des del setembre 1945 l'acció que va prendre el nom d'«alemanys detestables», la llista contenia uns 650 noms. La motivació del govern americà era triple: sotmetre els alemanys criminals de guerra que vivien a l'estranger al mateix règim de sancions que els d'Alemanya, evitar una recreació del moviment nazi des de l'estranger i evitar la integració de funcionaris nazis en el règim franquista, susceptibles de perpetuar la ideologia i el moviment nazi. El règim franquista va col·laborar de manera molt tova i malgrat les promeses, de fet no van gaire repatriar persones cap a Alemanya. «Vers la fi de 1947, la manca de suport del Govern espanyol al procés de deportacions era clar, i a Alemanya la desnazificació s'estava deixant de banda a mesura que la Guerra Freda creava altres prioritats en matèria de seguretat.» Malgrat que la política de desnazificació a Espanya va ser molt més fluixa que l'inicialment prevista, no va ser insignificant.